# Пескожилы (род)
Пескожилы (лат. Trichonotus) — род лучепёрых рыб из отряда Trachiniformes. Единственный род в семействе трихонотовых, или пескожилых (Trichonotidae).

## Описание
Небольшие рыбы длиной от 8,3 до 22 см. Тело удлинённое, округлое или овальное в поперечном сечении; в задней части несколько сжато с боков; покрыто циклоидной чешуёй. Рыло заострённое. Рот большой, косой; нижняя челюсть несколько выдаётся вперёд; на конце нижней челюсти часто имеется мясистое расширение, охватывающее окончание верхней челюсти. Глаза направлены вперёд; у некоторых видов могут перемещаться независимо друг от друга. Глаз сверху закрыт радужной оболочкой, состоящей из многочисленных удлинённых прядей
В спинном плавнике 3—8 жёстких и 39—47 мягких лучей. У самцов некоторых видов некоторые или все жёсткие лучи удлинённые. В анальном плавнике один колючий и 34—42 мягких лучей. Грудные плавники с 11—15 мягкими лучами. В брюшных плавниках 1 колючий и 5 мягких лучей. Боковая линия полная с 52—59 чешуйками, тянется вдоль середины тела; в задней части чешуйки имеют глубокие V-образные выемки.

## Биология
Морские придонные рыбы. Обитают на глубине от 0 до 245 м. Представители рода обычно держатся группами на мелководье, хотя некоторые встречаются на большой глубине. Питаются зоопланктоном над песчаным дном на расстоянии от одного до трёх метров над грунтом. При опасности молниеносно зарываются вниз головой в песок; затем разворачиваются в грунте и вновь появляются на поверхности грунта в другом месте. При ухаживании за самками самцы широко раздвигают лучи спинного плавника и веерообразные брюшные плавники, которые в спокойном состоянии прижаты к телу.

## Распространение
Широко распространены в Индийском океане, включая Красное море; а также в западной части Тихого океана. Обитают в тропических и субтропических водах.

## Классификация
В состав рода включают 10 видов:
- Trichonotus arabicus J. E. Randall & A. B. Tarr, 1994
- Trichonotus blochii Castelnau, 1875[5]
- Trichonotus cyclograptus (Alcock, 1890)
- Trichonotus elegans Shimada & Yoshino, 1984
- Trichonotus filamentosus (Steindachner, 1867) — Синещёкий пескожил, или нитевидный пескожил
- Trichonotus halstead E. Clark & Pohle, 1996
- Trichonotus marleyi (Smith, 1936)
- Trichonotus nikii Clark & K. von Schmidt, 1966
- Trichonotus setiger Bloch & Schneider, 1801
- Trichonotus somaliensis Katayama, Motomura & Endo, 2012[6]